# Parientes a la fuerza
Parientes a la fuerza é uma telenovela estadunidense produzida pela 11:11 Films & TV e exibida pela Telemundo em 2021-2022, foi criada por Sebastián Ortega. A telenovela estreou na Telemundo em 26 de outubro de 2021 a 21 de março de 2022, retomando a programação que deixou La suerte de Loli por produções originais.
É protagonizada por Bárbara de Regil, Guy Ecker e Michel Duval e antagonizada por Chantal Andere, Carmen Aub, Daniel Raymont, Verónica Montes e Rodolfo Valdés e atuações estelares de Salvador Zerboni, Alejandro Ávila, Sofía Garza e Elsy Reyes e as primeiras atrizes Lisa Owen, Macaria e Patricia Martínez.

## Enredo
A novela segue a história de George Cruz (Guy Ecker), um escritor de Hollywood de 50 anos, que começa a passar por uma grave crise de meia-idade enquanto vivencia em primeira mão a sombra de seu único sucesso, o falecimento de sua mãe e a infidelidade de Letícia (Chantal Andere), sua esposa. Enquanto George começa a se afogar em sua própria depressão e solidão, isso o leva a viajar para o México, onde encontrará inesperadamente Carmen Jurado (Bárbara de Regil), uma jovem cantora que o ajudará a acreditar no amor novamente, além de ser um novo inspiração para George se sentir vivo novamente.

## Elenco
- Bárbara de Regil como Carmen Jurado Hernández
- Guy Ecker como George Cruz
- Michel Duval como Andrés "Andy" Cruz Paneta
- Chantal Andere como Leticia "Lety" Sanz de Cruz
- Carmen Aub como Clío Bonnet
- Lisa Owen como Margarita Hernández de Jurado
- Antonio de la Vega como Robert Ferguson
- Salvador Zerboni como Juan "Juancho" Hernández
- Macaria como Mamá Rosa
- Alejandro Ávila como Tenoch Cruz
- Sofía Garza como Yuliana Hernández
- Mauricio Garza como Tomás Cruz Sanz
- Roberta Damián como Paz Cruz Sanz
- Patricia Martínez como María
- Daniel Raymont como Kurt González
- Ana Paula Castell como Lara Jurado Hernández
- Elsy Reyes como Tania Gutiérrez
- Gustavo Egelhaaf como Emiliano
- Enoc Leaño como Aristides Ruiz
- Luca Valentini como Rocco Jurado Hernández
- Toño Valdés como Pedro Jurado Hernández
- Verónica Montes como Sharpay de Castro
- Angely Gaviria como Gina
- Victor Jiménez como Don
- Fermín Martínez como Aurelio Ruiz
- Rodolfo Valdés como Ricardo "Rick" Jones
- Juan Vidal como Wesley Castro
- Nancy Tavira como Sofía
- Tomás Rojas como Camilo Bustillo
- Nashla Aguilar como Lulú
- Leonardo Álvarez como Alan Dávila
- Iker García Lobo como Cameron Castro
- Diana Quijano como Michelle Bonnet
- Ernesto Álvarez como Macario
- Hamlet Ramírez como Felipe García
- Miguel Islas como Pepe
- Bruno Santamarina
- Axel Ricco - Ex amarte de Carmen